# Marien Ngouabi
Pour les articles homonymes, voir Marien.
 (août 2012).
Marien Ngouabi est un officier et homme d'État congolais, né le 31 décembre 1938 à Ombele et mort assassiné le 18 mars 1977 à Brazzaville. 
Il a été président de la république du Congo (puis de la république populaire du Congo) du 31 décembre 1968 à sa mort.

## Biographie

### Famille
Ne le 31 décembre 1938 à Ombele, petit village situé à une dizaine de kilomètres de Fort-Rousset (Owando), en pays Kouyou, dans le département de la Cuvette, Marien Ngouabi est le fils de Dominique Osséré m’Opoma et d’Antoinette Mboualé-Abemba. Au début des années 1960, il épouse en premières noces Clotilde Martin, de nationalité française. De cette union naissent deux garçons. En secondes noces, il épouse Céline Mvouka. De son second mariage naissent plusieurs enfants, dont un posthume.

### Formation et carrière militaire
De 1947 à 1953, il fait ses études primaires à Fort-Rousset. En 1953, il entre à l'École militaire préparatoire Général-Leclerc de Brazzaville. Il en sort en 1957 et est affecté à Bouar, en Oubangui-Chari (future République centrafricaine).
De 1958 à 1960, il fait partie du deuxième bataillon des tirailleurs du Cameroun, avec le grade de sergent. En 1960, à la faveur de l’indépendance du Congo, il est admis à suivre une formation d'officier en France, d’abord à l’École militaire préparatoire de Strasbourg, puis à l'École militaire interarmes de Coëtquidan. Il a pour camarades de promotion ses compatriotes Joachim Yhombi-Opango, Louis Sylvain-Goma et Luc Kimbouala-NKaya.
En 1962, il revient au Congo avec le grade de sous-lieutenant. Il est affecté à la garnison de Pointe-Noire en qualité d’adjoint au Commandant du bataillon d’infanterie. L’année suivante, il est promu au grade de lieutenant. En 1965, de retour à Brazzaville, il devient capitaine et commande le tout nouveau bataillon parachutiste des Forces armées congolaises. En 1er octobre 1968, il devient commandant. Au début des années soixante-dix, il entreprend des études de physique à l’École supérieure des sciences de Brazzaville. Il obtient un diplôme d’études approfondies.

### Vie politique (1966-1968)
En 1966, Ngouabi est membre du Comité central du Mouvement national de la Révolution (MNR), le parti unique. Il y représente l’armée. Comme plusieurs officiers, il vit mal les changements opérés dans l’armée par le pouvoir politique. L’année précédente, à la suite de l’évasion de l’ancien président Fulbert Youlou, la Jeunesse du Mouvement national de la Révolution (JMNR) avait été pourvue d’une branche armée, dénommée Défense civile. Puissamment équipée, son rôle est de défendre la Révolution et la Nation. 
Le 22 juin 1966, l’Assemblée nationale vote une loi transformant les Forces armées congolaises (FAC) en Armée populaire nationale (APN). Une direction politique à l’armée et un haut-commandement collégial sont créés. Les deux sont dirigés par une commission civile coiffée par un officier membre du parti, qui a rang de commandant en chef de l’APN. Le capitaine Ngouabi s’insurge contre cette inféodation de l’armée au politique et émet de vives critiques à l’endroit du président  Massamba-Débat. En guise de punition, il est muté à Pointe-Noire. Ayant refusé cette affectation, il est mis aux arrêts et rétrogradé au rang de soldat de première classe par Massamba-Débat. Des membres de son ethnie manifestent dans Brazzaville pendant deux jours (les 27 et 28 juin) pour réclamer sa libération. Les militaires de son bataillon, le groupement aéroporté, se mutinent. Ils occupent des bâtiments gouvernementaux et mettent à sac la permanence du parti. Le chef d’État-major, le commandant Mountsaka, accouru à la base militaire de Maya-Maya pour les faire rentrer dans le rang, est fait prisonnier et mis au cachot. Finalement, la Défense civile parvient à rétablir l’ordre. Ngouabi est remis en liberté et rétabli dans son grade. 
L’épreuve de force lui a valu une certaine stature dans l’armée et il s’impose comme le chef de file des officiers progressistes qui souhaitent une politique plus à gauche de la part du gouvernement. Affecté au bureau d’études de l’État-major, il publie un ouvrage intitulé « Soldat du peuple ».
Au début de l’année 1968, le climat politique se dégrade. Massamba-Débat démet Ambroise Noumazalaye et décide d’assumer lui-même la fonction de premier ministre. Durant le mois de juillet, la tension est à son paroxysme. De plus en plus contesté par la classe politique, Massamba-Débat fait arrêter Ngouabi et le lieutenant Eyabo, le 29 juillet, pour activisme politique trop prononcé. Le groupement aéroporté se mutine de nouveau. Un détachement de para-commandos, conduit par l’adjudant Akouala, libère les deux prisonniers le 31. Habilement, Ngouabi et ses troupes investissent la maison d’arrêt de Brazzaville et sortent de prison le commandant Mouzabakani et le lieutenant Kinganga, emprisonnés depuis plusieurs mois pour tentative de déstabilisation du régime. Ils enfoncent ainsi un coin au sein des populations du Pool et s’attirent la sympathie d’une certaine fraction de cette communauté. Au sein des populations originaires de la région natale de Massamba-Débat, la division est réelle entre les Bakongos, solidaires du président, et les autres ethnies, nostalgiques de Fulbert Youlou. 
Alors que les positions se durcissent et que le pays est au bord de la guerre civile, Massamba-Débat, affaibli par la défection du commandant de la défense civile, Ange Diawara, se voit contraint de prononcer l’amnistie de tous les prisonniers politiques. Ngouabi devient le point de convergence des nombreuses oppositions au chef de l’état : officiers progressistes, officiers de droite dont Mouzabakani est la figure de proue, faction Noumazalaye et faction Lissouba.

### Prise de pouvoir (août – décembre 1968)
Le 3 août, alors que Massamba-Débat a quitté le palais pour son village natal, laissant le pouvoir vacant, l’armée publie un communiqué invitant le président de la république à reprendre ses fonctions. le communiqué précise que le lieutenant Poignet, secrétaire d’État à la Défense nationale, assure l’intérim. D’autorité, les responsables militaires annoncent aussi la nomination de Ngouabi comme Commandant en chef de l’APN, en remplacement du capitaine Ebadep, et celle du capitaine Sylvain-Goma comme Chef d’État-major, en remplacement du capitaine Kimboula-Nkaya.
La négociation entre les nouveaux hommes forts de l’armée et Massamba-Débat, revenu à Brazzaville, s'ouvre le 4 août. Elle aboutit le 5 août, à la formation d’un nouveau gouvernement et à la constitution d’un Conseil National de la Révolution (CNR), de 39 membres. Douze officiers font partie du CNR, dont Ngouabi, Alfred Raoul, Kimbouala-Nkaya et Sassou N’Guesso. Massamba-Débat a aussi accepté de former un nouveau gouvernement. La nouvelle équipe reflète l’improbable équilibre établi après l’épreuve de force (Lissouba au Plan, Mouzabakani à l’Intérieur, Matoumpa-Mpolo à l’Information, etc).
Le 16 août, un Acte fondamental abroge la constitution de 1963 et institue légalement le CNR, organe législatif provisoire. C’est le véritable lieu du pouvoir. Il est présidé par Marien Ngouabi, alors que Massamba-Débat n’en est que simple membre. Le fonctionnement du CNR dépouille de fait le président de la République du pouvoir réel. Le 20 août, le commandant Alfred Raoul est nommé Premier ministre, par décision du CNR.
Fin août, après la décision du CNR d’incorporer la Défense Civile dans l’APN, la tension monte de nouveau. Les derniers partisans de Massamba-Débat au sein de la Défense Civile se retranchent au camp de la météorologie de Bacongo. Le 29 août l’armée donne l’assaut. Au bout de 3 jours d’affrontement, c’est la reddition des partisans du Président. Le 4 septembre, devant l’érosion de son pouvoir, Alphonse Massamba-Débat démissionne de sa fonction de président de la République. Il est aussitôt emprisonné.
Le 7 septembre, le CNR aménage l’Acte fondamental et supprime la fonction de président de la république. Le Premier ministre Raoul est chargé d’assurer l’intérim à la tête de l’État jusqu’à la mise en place d’institutions définitives. En réalité, depuis la mise en place du CNR, Marien Ngouabi est le véritable homme fort du pays.
Le 31 décembre 1968, l’Acte fondamental est de nouveau modifié. Le CNR, remanié et réduit à 28 membres avec la mise à l’écart des proches de Massamba-Débat, devient l’organe suprême de l’État. Le chef du Conseil est de droit président de la République. Marien Ngouabi devient ainsi le troisième Président du Congo, à l’âge de 30 ans. 
Il prend la tête d’un pays d'un million d’habitants, dont l’économie repose sur l’agriculture (vivrière et d’exportation, notamment café et cacao), l’exportation du bois, l’exploitation minière et le transport. Dans ce dernier domaine, ses infrastructures (CFCO, Voie Comilog, Voie fluviale et Port de Pointe-Noire) et sa situation géographique lui permettent de jouer un rôle de transit pour d’autres pays de la sous région  (Gabon, Cameroun, Centrafrique, voire Tchad). Le Congo dispose également d’une industrie agro-alimentaire et textile naissante, pour partie privée et pour partie étatique. Les services publics, quoique modestes, fonctionnent correctement. La corruption a été presque totalement éradiquée par le régime de Massamba-Débat. La situation financière de l’État est saine.
Le grand handicap du pays consiste en sa faiblesse en ressources humaines de haut niveau. Le Congo ne dispose que d’une poignée d’universitaires, ingénieurs, juristes ou expert-comptables et de moins d’une centaine de médecins. Cependant, avec un taux de scolarisation de 95 % au primaire, tous les espoirs semblent permis.
Dès sa prise de fonction, Ngouabi confirme Alfred Raoul au poste de Premier ministre. Celui-ci constitue un nouveau gouvernement dans lequel Mouzabakani ne figure pas.
À l’opposé de ses prédécesseurs, Ngouabi n’occupe pas le palais du Peuple, résidence du président de la République depuis l’indépendance. Il préfère demeurer au grand quartier général de l’APN où une résidence est aménagée.

### Consolidation du pouvoir (1969-1971)
Au cours des premières années de pouvoir, Marien Ngouabi entreprend la reconstruction politique de la société congolaise sur le modèle soviétique. En cela, la rupture est nette avec les années Massamba-Débat, dont la référence était la Chine communiste. Les institutions politiques sont remodelées sur le canevas des pays d’Europe de l’Est. La coopération avec, l'URSS, la RDA, la Tchécoslovaquie, la Roumanie et Cuba est renforcée.
Sur le plan économique, cependant, il n’y aucun bouleversement. Le ton est certes moins convivial vis-à-vis des pays occidentaux, mais leurs intérêts économiques dans l’industrie, le commerce et les services ne sont guère remis en question. Les nationalisations restent limitées et le Congo est toujours demandeur de la coopération technique et des capitaux occidentaux, français notamment. Les sociétés Elf-Congo et Agip recherche Congo sont même créées dès 1969, par association de l’État congolais, minoritaire, avec respectivement la société française ERAP et italienne Agip dans le domaine de la prospection et l’exploitation pétrolière. 
La consolidation du pouvoir de Ngouabi se heurte à des tentatives multiples de déstabilisation. En février 1969, il réorganise l’Armée et crée une Cour révolutionnaire de Justice, chargée de juger ceux qui ont mené des activités néfastes au bon fonctionnement du MNR depuis 1963. Quelques jours plus tard, Mouzabakani, soupçonné de préparer un coup d’état, est arrêté en compagnie d’autres officiers. Kinganga également impliqué, s’enfuit à Kinshasa. La cour révolutionnaire, présidée par Simon-Pierre Ngouoniba-Nsari qui est secondé par Christophe Moukouéké, condamne Mouzabakani aux travaux forcés à perpétuité en juillet. Ses complices (André Loufoua, Firmin Mouzabkani, Joseph Senso, …)  écopent de peines diverses.
Le 19 juin, le capitaine Kikadidi, Foueti et 17 autres personnes sont arrêtés pour tentative de coup d’état en faveur de l’ex-président Massamba-Débat. Ils sont condamnés à des peines d’emprisonnement diverses et Kikadidi est radié de l’armée. En août 1969, la JMNR se transforme en Union de la Jeunesse Socialiste Congolaise (UJSC).
Le 16 octobre 1969, l’ancien président Massamba-Débat, remis en liberté quelques mois plus tôt, est de nouveau arrêté pour les événements de juillet-août 1968 et pour les assassinats perpétrés durant son mandat. Plusieurs de ses anciens collaborateurs sont emprisonnés avec lui. La Cour révolutionnaire ne parviendra pas à  mettre en évidence l’implication de l’ancien président dans les assassinats perpétrés sous son mandat et l’acquittera un mois plus tard. Ses anciens collaborateurs (Lissouba, Noumazalaye, Lounda, Claude-Ernest Ndalla, sont également acquittés. Cependant ils sont tous interdits de toute activité politique et sortie du territoire pour deux ans.
Le 7 novembre 1969, Bernard Kolelas est arrêté pour tentative de coup d’état. Déjà condamné à mort par contumace en 1965 pour actes de terrorisme, il est revenu d’exil un an plus tôt après son amnistie par  Ngouabi et a réintégré la fonction publique. Le 14 novembre, une cour martiale le condamne à la peine de mort, ainsi que 3 de ses complices. La peine est confirmée par la Cour révolutionnaire deux semaines plus tard. Cependant, la sentence ne sera pas exécutée.
Du 29 au 31 décembre 1969 a lieu le congrès constitutif du Parti Congolais du Travail (PCT), parti unique d’avant-garde, d’idéologie marxiste-lenniste. Claude-Ernest Ndalla et Moungounga Nkombo Nguila en ont rédigé les statuts. La nouvelle constitution est promulguée à cette occasion, La dénomination officielle du pays devient république populaire du Congo. Les symboles de la république sont changés. Le drapeau tricolore (vert-jaune-rouge) est remplacé par un drapeau rouge avec une houe et un marteau jaunes entrecroisés, entourés de 2 palmes vertes. Les Trois glorieuses remplace La congolaise comme hymne national. Le parlement est supprimé.
Le PCT, parti unique, est dirigé par un  Comité central de 30 membres, élus par le Congrès du parti pour 5 ans. Un Bureau politique de 8 membres est chargé de veiller à la mise en œuvre des décisions du Congrès et du Comité central. C’est le cœur du pouvoir politique au sein du régime. Le Président du Comité central, élu par le Congrès, est président de la république. La nouvelle constitution consacre véritable confiscation du pouvoir par une faction politique. Il n’y a pas de représentation nationale et les membres du parti sont recrutés par cooptation. Le Chef du PCT, désigné par ses pairs, est intronisé d’office Chef de l’État sans être soumis au suffrage du peuple, contrairement au régime précédent.
L’organe exécutif de la république est dénommé Conseil d’État, et il est présidé par le Chef de l’État, qui est secondé par un Vice-président du Conseil d’État. Le poste de Premier ministre est supprimé.
Trois organisations de masse sont chargées d’encadrer les différentes composantes de la population : la Confédération syndicale congolaise (CSC), l’Union Révolutionnaire des Femmes Congolaises (URFC) et l’Union de la Jeunesse Socialiste Congolaise (UJSC). L’Union Nationale des Écrivains et Artistes Congolais (UNEAC) sera créée quelques années plus tard.
Le 7 janvier 1970, Marien Ngouabi est investi à la tête du parti et de l’État pour 5 ans. Il nomme Alfred Raoul Vice-président du Conseil d’État.
Dans le cadre de la mise en place d’une économie socialiste, l’Agence Trans-Equatorial de Communication (ATEC) qui gère le transport ferroviaire et fluvial est nationalisée en mars 1970 et devient l’Agence Transcongolaise de Communication (ATC). La Société Industrielle et Agricole du Niari, filiale des Grands Moulins de Paris, est nationalisée en novembre de la même année.
Le 23 mars, le lieutenant Kinganga, en exil à Kinshasa depuis sa tentative présumée de juin 1969, débarque à Brazzaville à la tête d’un commando, et tente de renverser le régime de Ngouabi. Sa tentative échoue et il est abattu aux abords de la radio nationale qu’il venait d’investir. Son cadavre et celui des membres de son commando tombés avec lui restent longtemps exposés devant l’immeuble de la radio. Plusieurs jeunes partisans enthousiastes qui s’étaient joints à la colonne de Kinganga ont également été passés par les armes. Le capitaine Augustin Poignet, lui aussi impliqué parvient à se sauver vers Kinshasa. Une semaine plus tard, 3 complices (Miawouama, Nkoutou et Mengo), condamnés par une cour martiale, sont exécutés.
Des membres du commando et des complices dans l’armée et la gendarmerie sont condamnés par la cour révolutionnaire. Après les événements, Marien Ngouabi, dénonce l’implication de  la CIA et du président Mobutu Sese Seko du Congo-démocratique voisin dans le putsch.
À la suite de cette tentative, le PCT se réunit en congrès extraordinaire du 30 mars au 2 avril 1970. Le Bureau politique est élargi à 10 membres, au profit d’Ambroise Noumazalaye et du capitaine Sassou N’Guesso. La Gendarmerie dont la loyauté n’a pas été totale durant les événements est dissoute et ses membres incorporés dans l’armée. Le Conseil d’État est remanié.
Le 29 août 1970, l’ancien ministre Stéphane-Maurice Bongho-Nouarra est arrêté pour complot contre-révolutionnaire. Il est condamné à 10 ans de travaux forcés.
Au cours de cette année 1970, des comités révolutionnaires sont créés dans toutes les entreprises et administrations et une attestation de militantisme devient nécessaire pour postuler à une fonction dans l’administration publique.
Le 4 décembre 1971, Marien Ngouabi crée par ordonnance l'université de Brazzaville. Elle intègre tous les établissements d’enseignement supérieur qui existaient à Brazzaville.

### Tentative du M22 (décembre 1971 – mai 1973)
Quelques mois seulement après la création du PCT, l’aile gauche du parti commence à contester le leadership de Ngouabi, lui reprochant son apathie face à la recrudescence de la corruption et une gestion ethnique du pouvoir. En mars 1971, Martin M'beri fait distribuer des tracts dénonçant le tribalisme de Ngouabi.
En novembre 1971, les lycéens et étudiants entament une grève générale à Brazzaville et Pointe-Noire pour protester contre le manque de moyens dans l’enseignement et aussi contre l’engagement idéologique de façade et l’embourgeoisement de certains hauts dirigeants du parti. Ngouabi y voit une manipulation de l’aile gauche du parti.
La répression des manifestations provoque la mort d’un lycéen à Pointe-Noire.
Du 27 au 31 décembre 1971, la session extraordinaire du Comité central du PCT, tourne à l’épreuve de force entre le clan de Ngouabi et l’aile gauche du parti (Noumazalaye, Ndalla, Diawara, Kimbouala-Nkaya, Combo-Matsiona, Bongou, Jean-Pierre Assoua, etc). Des exclusions du Bureau politique ou du Comité central sont prononcées à l’issue de la réunion, touchant aussi bien la gauche (Ndalla, Combo-matsiona) que la droite du parti (Alfred Raoul). Le bureau politique est réduit à 5 membres. Le Conseil d’État est également remanié. Aloïse Moudileno Massengo remplace Alfred Raoul comme vice-président.
Le 22 février 1972, alors que Ngouabi effectue un séjour de travail à Pointe-Noire, Diawara prend la tête d'une tentative de putsch. Les conjurés occupent la Radio nationale et l’aéroport de Brazzaville. Ils arrêtent plusieurs responsables politiques à Brazzaville. Le commandant Yhomby-Opango, Chef d’État-major, fait échec à l’entreprise. Du côté des putschistes, les ministres Prosper Matoumpa Mpolo et Elie Itsouhou, ainsi que Franklin Boukaka sont tués. Rentré précipitamment de Pointe-Noire dans la soirée, Ngouabi reprend la situation en main. Des dizaines de personnalités (Lissouba, Noumazalaye, Ndalla, Combo-Matsiona, Jean-Pierre Assoua, Alfred Raoul, Camille Bongou, Atondi-Momondjo), Benoît Moundélé-Ngollo, Gabriel Nzambila, ainsi que des jeunes partisans de l’aile gauche du parti sont arrêtés. Diawara, Ikoko et quelques camarades parviennent à s’échapper et établissent un maquis aux environs de Goma Tsé-Tsé, à une cinquantaine de kilomètres de Brazzaville. 
Le jugement en cour martiale des auteurs du putsch a lieu au début du mois de mars. 23 condamnations à mort sont prononcées (Diawara, Noumazalaye, Ndalla, Bongou, Ikoko, Kimbouala-Nkaya, Jean-Pierre Assoua, N'Débéka, Atondi-Momondjo, etc), ainsi que plusieurs peines d’emprisonnement. Passant outre l’opposition de son clan, Ngouabi commue la peine capitale en prison à vie, excepté pour les putschistes en fuite. 
Une opposition clandestine s’organise sous le nom de Mouvement du 22 février (M22) dans le pays, relayant le maquis guevariste que Diawara a monté dans la forêt de Goma Tsé-Tsé. Diawara rédige un document intitulé ‘’’Autocritique du M22’’’ qui circule sous le manteau dans les grandes villes. Il y dénonce la collusion de l’OBUMITRI (Oligarchie bureaucratico-militaro-tribaliste, représentée par Ngouabi) avec l’impérialisme français. Il y analyse aussi les causes de l’échec de la tentative du M 22.
Fin juillet 1972, Ngouabi convoque une Conférence nationale, chargée de réfléchir aux grandes orientations du pays. Le forum ne produit pas de résultats significatifs, mais lui permet tout de même de s’allier une grande partie des membres de l’Association des Étudiants Congolais (AEC), venus de France.
En août 1972, Aloïse Moudileno Massengo, en visite en France, démissionne avec fracas de sa charge de vice-président du Conseil d’État, Ange-Edouard Poungui est désigné pour le remplacer.
À partir de février 1973, l’armée entreprend des opérations militaires dans la région de Goma Tse-tse pour démanteler le maquis de Diawara. Au cours du même mois, Ngouabi dénonce une autre tentative de Diawara et fait arrêter 45 personnes, dont Pascal Lissouba et Sylvain Bemba, ministre de l’information. Leur procès a lieu du 16 au 23 mars. Des peines diverses sont prononcées, Lissouba étant acquitté.
L’entreprise du M22 se termine brutalement le 24 avril 1973 avec la capture et l’exécution des maquisards. Les cadavres de Ange Diawara, Ikoko et Bakekolo sont promenés à travers Brazzaville et exhibés par Ngouabi en personne au cours d’un meeting populaire tenu au Stade de la Révolution. le manque d'égards pour les corps privés de vie des maquisards choque profondément l’opinion nationale qui est heurtée dans sa sensibilité bantoue.
Pour avoir surmonté les multiples tentatives contre son pouvoir, Ngouabi acquiert auprès des populations, surtout chez les jeunes, une aura de héros invincible. Cette perception est renforcée par l’outrecuidance avec laquelle il s’en prend verbalement à la France dans ses discours.

### Mise en place de la quatrième république (juin 1973 - décembre 1974)
Le 24 juin 1973, le peuple congolais est appelé à se prononcer sur une nouvelle constitution élaborée par le PCT, lors de son IIe Congrès extraordinaire de décembre  1972. 73,5 % de votes favorables sont enregistrés.  Le nouveau texte fondamental rétablit l’Assemblée nationale et institue des Conseils locaux. Le parlement sera composé de 115 députés élus au suffrage universel sur une liste unique présenté par le parti unique. Un exécutif à 2 étages est prévu avec un gouvernement dirigé par un Premier ministre et un Conseil d’État dirigé qui le chapeaute et qui est dirigé par le Chef de l’État et comprend 5 membres du Bureau politique et les 5 membres du Bureau de l’Assemblée nationale.
Le 27 août 1973, Henri Lopès est nommé Premier ministre. Il constitue un gouvernement de 17 membres. En octobre, le Haut commandement militaire est également remanié, le capitaine Victor Tsika Kabala remplaçant Yhombi-Opango à la tête de l’APN.
Au début de cette année 1973, l’État qui peinait à équilibrer son budget depuis 1968, a vu ses recettes augmenter considérablement avec la mise en production au large de Pointe-Noire du champ d’Émeraude, quelques mois plus tôt. Avec l'exploitation de ce gisement géant sous concession par la société Elf-Congo, le Congo fait son entrée véritable dans le cercle des pays africains producteurs de pétrole, au meilleur moment (choc pétrolier de 1973). D’insignifiante, la part des revenus pétroliers dans le budget passe à 31 %. 
En janvier 1974, la société ELF consent à verser 21 milliards de francs CFA à l’État congolais en règlement d’un contentieux sur les redevances antérieures. En ce début d’année 1974, de nouveaux accords de coopération sont signées entre le Congo et la France.
En février 1974, la société  Hydro-Congo est créée. La nouvelle entreprise d’État ambitionne de se lancer à terme dans la prospection et la production pétrolière, à l’exemple de la Sonatrach. Dans un premier temps, elle se contente d’assurer la distribution des produits pétroliers. Elle en obtient le monopole et les stations-service sont toutes nationalisées.
Dans le courant de l’année 1974, les localités du Congo sont débaptisées. Les noms français hérités de la colonisation sont remplacés par les dénominations antérieures. Dans certains cas, on en crée de nouveaux. Cependant le nom de Brazzaville est inchangé. La dénomination des établissements scolaires est également modifiée.
En décembre 1974 se tient le IIe congrès ordinaire du PCT. Ngouabi est reconduit à l’unanimité à la tête du parti unique et de l’État pour 5 ans.
Sur le plan international, le régime de Ngouabi apporte son soutien aux mouvements progressistes de libération dans les colonies portugaises d’Afrique. Particulièrement en Angola, le MPLA d’Agostinho Neto trouve du côté de Brazzaville une base arrière dans son conflit contre le Portugal, puis contre les mouvements rivaux de l’UNITA et du FNLA.

### Déclin (janvier 1975 – mars 1977)
Le système mis en place par Marien Ngouabi montre de plus en plus ses limites. Bien que son marxisme soit "bien tempéré", même aux yeux de l'ambassade de France à Brazzaville, l’édification d’une société socialiste au cœur de l’Afrique ne se révèle pas une franche réussite. Au Congo où chacun a une conscience exacerbée de son identité ethnique, Ngouabi bénéficie du soutien appuyé des populations et des élites du Nord du pays, dont il est originaire, et doit composer avec l’hostilité plus ou moins larvée d’une bonne partie des populations et des cadres originaires du Sud. Dans ce contexte, le PCT apparaît à beaucoup comme un instrument de domination de l’élite nordiste. Les règles de fonctionnement du parti favorisent d’ailleurs cette perception. L’adhésion au PCT est assujettie au parrainage d’un membre du Comité central. Par calcul politique, les dirigeants favorisent généralement l’incorporation de citoyens qui, par affinité ethnique ou autre, leur sont proches, afin de se constituer une clientèle. Le niveau intellectuel et moral du PCT s’en ressent. De plus en plus, l’adhésion au PCT n’est plus qu’une affaire d’opportunisme, car le parti unique est devenu la voie obligée pour progresser. De la théorie marxiste les militants n’ont souvent qu’une idée vague ou confuse. L’élimination du M22 (exclusion, emprisonnement ou exécution) a privé le PCT de ses membres les plus sincères et les plus acquis à l’idéologie communiste.
Le comportement des dirigeants du parti et donc de l’État ne cadre pas toujours avec l’orthodoxie marxiste-léniniste (arrogance, enrichissement) et des présomptions de détournement pèsent sur plusieurs d’entre eux dans l’opinion.
L’organisation de la société suivant les dogmes du socialisme scientifique a eu des conséquences désastreuses sur le fonctionnement de l’État. Les administrations publiques et les services sociaux ont grandement pâti de la préférence partisane qui a promu les membres du PCT à la tête de toutes les structures publiques, sans  considération des compétences. Les détournements de fonds deviennent courants dans les services et entreprises publics et sont, dans la plupart des cas, le fait de cadres du PCT.
Le principe de la trilogie déterminante qui associe le Parti, le Syndicat et la Direction dans la gestion, a considérablement nui au rendement des entreprises d’État. Par système, l’accession aux responsabilités dans le monde de l’entreprise a été déterminée par le militantisme plutôt que par la capacité. Il en a résulté une baisse de la productivité.
Confiant dans les prévisions de recettes de l'exploitation pétrolière, Ngouabi a lancé le programme triennal 1975-77 de développement économique, social et culturel, en janvier 1975. Le plan, d'un coût de 75 milliards de francs CFA a pour objectifs l'édification d'une économie indépendante, le désenclavement de l'arrière-pays et la réduction des inégalités sociales. La relance des entreprises publiques défaillantes, la création de nouvelles entreprises d'état (Plasco, Impreco, etc) et de nombreux travaux publics (construction d’un nouveau tronçon du CFCO entre Dolisie et Bilinga, de plusieurs centaines de kilomètres de route et d'aéroports dans quelques centres urbains du pays) sont inscrits dans le programme triennal.
Les difficultés économiques, estompées pendant quelque temps par les revenus du pétrole, resurgissent. Le gisement d’Émeraude n’a pas la productivité escomptée et décline plus vite que prévu. L’impéritie des offices étatiques de commercialisation provoque la baisse de la production du cacao et du café. Les fermes d’État, conçues sur le mode des kolkhozes soviétiques sont improductives. Les usines sont au bord de la faillite. L’entrée en production de la raffinerie de Pointe-Noire, prévue en 1975, a pris du retard. Les travaux entamés en 1972 avec l’objectif d’une indépendance en matière d’approvisionnement en produits hydrocarbures et d’un allègement de la facture énergétique, ne sont pas achevés. 
Malheureusement pour le président Ngouabi, les slogans patriotiques et les diatribes quotidiennes contre l’impérialiste sont insuffisants contre le marasme économique ou les difficultés budgétaires. La classe politique ne croit plus en sa capacité à redresser le pays et l’opinion est perplexe.
Pour relancer la machine, Ngouabi réunit le Comité central en session extraordinaire du 5 au 12 décembre 1975. La direction du PCT fait le constat du « manque de cohésion et dynamisme de la direction politique », du « manque de combativité des organisations de masse » et des mauvaises performances des entreprises d’État, dues à l’incompétence et l’inconscience des cadres, à la pléthore des effectifs et à la course effrénée aux avantages matériels. Une « radicalisation de la révolution » est entreprise pour « éviter sa récupération par les forces réactionnaires de l’intérieur et de l’extérieur ». Concrétement, certains membres du Comité central sont exclus (Yhombi-Opango, Martin Mberi, Pierre Nze, Anatole Kondho, Jean-Jules Okabando) et le Bureau politique est dissous. Un État Major Spécial Révolutionnaire est institué à la place. Un nouveau gouvernement est formé. Pour les entreprises publiques, le Comité central recommande un « inventaire systématique de tous les cadres de la Nation afin de mettre l’homme qu’il faut à la place qu’il faut ».
L’État Major Spécial Révolutionnaire est composé de Marien Ngouabi, Jean-Pierre Thystère-Tchicaya, Louis-Sylvain-Goma, Denis Sassou N’Guesso et Jean-Pierre Gombe. Sylvain-Goma nommé Premier ministre le 18 décembre, compose un gouvernement de 15 ministres. Le 28 décembre, Sassou N’Guesso est nommé Délégué du Conseil d’État chargé de la Défense et de la Sécurité, par décret présidentiel. Courant Janvier 1976, Ngouabi promulgue un Acte fondamental qui transfère les pouvoirs du Comité Central à l’État Major Spécial Révolutionnaire.
Le 19 mars 1976, quelques semaines seulement après ces changements, l’hélicoptère du Président s’écrase dans la forêt du Nord, avec à son bord, outre Ngouabi lui-même, le commandant Kakou, le Professeur Diamond, et l’homme d’affaires Nicoloso. Durant 5 jours, la Nation est sans nouvelle de Ngouabi et de ses compagnons. Les épurés, c’est-à-dire les victimes de la radicalisation, tentent de reprendre la main. La CSC, Syndicat unique affilié au PCT, appuyé par une partie de l’UJSC, déclenche une grève générale de l’ensemble des travailleurs pour réclamer la réhabilitation du Comité Central. Thystère-Tchicaya, numéro deux du régime, parvient à faire échec au mouvement. Pendant ce temps, après avoir traversé la forêt à pied plusieurs jours durant, Ngouabi atteint enfin Owando. Il est le seul survivant du crash avec Kakou. De retour à Brazzaville, il fait le ménage à la tête de la CSC, où Jean-Michel Bokamba-Yangouma remplace Anatole Kondho, et à l’UJSC où Jean-Pierre Gombe prend la place de Jean-Jules Okabando.
En novembre 1976, se tient une conférence du parti pour analyser le processus historique de la révolution et ses perspectives. Les préparatifs du troisième Congrès extraordinaire du PCT y sont entamés.
Les mines de potasse de Holle s'ennoient. Accident ou sabotage ? Pour Ngouabi, le doute n’est pas permis, il s’agit d’un sabotage délibéré de l’impérialisme français. Les potasses d’Alsace qui les exploitent, voulaient les fermer depuis plusieurs années parce quelles les jugent non rentables. Par ailleurs, les incursions des indépendantistes cabindais du FLEC sur le territoire congolais pour saboter la voie de réalignement du CFCO en construction, alourdissent le climat politique.
Le président de la firme Elf Aquitaine organise l'asphyxie économique du Congo, tandis que des négociations conflictuelles se déroulent à Paris.

### Assassinat
Début mars 1977, Ngouabi reçoit une lettre de son prédécesseur Massamba-Débat. Dans sa missive, celui-ci lui recommande de démissionner, car la gravité de la situation du pays l'impose. Le 3 mars, il reçoit en audience l’ancien président et son épouse. Quelques jours plus tard, lors d’un meeting populaire organisé par l’URFC, il s’en prend violemment à l’impérialisme français qu’il tient pour responsable des difficultés économiques du Congo. Il y prononce également cette phrase curieuse : « Lorsque ton pays est sale et manque de paix durable, tu ne peux lui rendre sa propreté et son unité qu’en le lavant avec ton sang ».
Le 18 mars, il commence sa journée par la faculté des sciences de l'université de Brazzaville, où il est chargé de cours en première année. De retour à l’État Major, il reçoit successivement en audience Alphonse Mouissou-Poaty, le président de l’Assemblée nationale et le cardinal Émile Biayenda. À 14 h 30, un commando armé entame une fusillade dans l’enceinte de sa résidence. Quelques minutes plus tard, il est conduit en urgence à l’hôpital militaire de Brazzaville. Peu de temps après le médecin légiste le déclare mort, constate que le corps du président est criblé de balles mais porte des vêtements neufs.
Les commanditaires de cet assassinat ne sont pas identifiés. L’implication de Mobutu est souvent évoquée, sans être certaine. La journaliste Colette Braeckman indique probable une coopération entre Kinshasa, Washington et Paris pour éliminer Ngouabi.

## Postérité
Dès la mort de Ngouabi, un Comité militaire du parti est institué. Le 19 mars, la nouvelle junte désigne le capitaine Barthélemy Kikadidi comme le chef du commando qui a assassiné Ngouabi. Le CMP monte une commission d’enquête et une cour martiale qui condamne à mort Massamba-Débat et plusieurs membres de la garde présidentielle. L’ancien président est exécuté une semaine après la mort de son successeur.
Les obsèques de Ngouabi ont lieu le 2 avril. Le commandant Sassou-Nguesso lit l’oraison funèbre. Le président défunt est inhumé dans l’enceinte même de l’État Major, devant sa résidence. Quelques mois plus tard, un mausolée est érigé sur sa tombe.
Ses successeurs, Yhombi-Opango puis Sassou-Nguesso, instituent un culte national à sa mémoire et son œuvre, à l’image de celui de Lénine en URSS ou de Mao en Chine. Ils proclament tenir leur légitimité de lui et s’inscrire dans la continuité de son action. L’université de Brazzaville est rebaptisée à sa mémoire.
En janvier 1978, la cour révolutionnaire ouvre le procès de 42 personnes accusées de complicité dans son assassinat. Dix d’entre elles sont condamnées à mort et exécutées le 7 février. Le capitaine Barthelemy Kikadidi, en fuite depuis le 18 mars 1977, et condamné à mort par contumace pour avoir dirigé le commando ayant attenté à la vie de Ngouabi, est abattu par l’armée le 13 février 1978.
En 1991, la conférence nationale souveraine relativise la place de Ngouabi dans l’historiographie congolaise et réhabilite les autres anciens présidents du Congo (Fulbert Youlou, Alphonse Massamba-Débat et Joachim Yhombi-Opango).
À une date non déterminée, la dépouille de Ngouabi a été exhumée en toute discrétion pour être re-inhumée à Owando.

## Citations
« Lorsque ton pays est sale et manque de paix durable, tu ne peux lui rendre sa propreté et son unité qu’en le lavant avec ton sang » Marien Ngouabi, 13 mars 1977 : dernier discours à la place de l’hôtel de ville de Brazzaville.[source insuffisante]
« L’unité nationale, la seule vraie, c’est la conjugaison des efforts de tout le peuple, à travers les 9 régions du pays, sur la base du travail en vue de l’augmentation de la production nationale. Et la paix sociale ne peut se maintenir que dans un contexte général de travail ». Marien Ngouabi, 31 décembre 1976.[source insuffisante]
« Il n’est pas possible d’obliger les masses à accepter tel ou tel cadre, comme le représentant valable de l’avant-garde prolétarienne. Le respect des masses se gagne. Aucun prestige ne vient du ciel. C’est notre pratique qui nous le confère ou, au contraire, nous le refuse. Les masses veulent retrouver chez leurs dirigeants, sinon l’image de ce qu’elles sont actuellement, du moins celle de ce qu’elles désirent devenir pour que la société soit meilleure.
L’autorité du Parti sera toujours contestée tant que ses cadres n’auront pas ce rayonnement qui crée des disciples et les militants à toute épreuve » Marien Ngouabi, décembre 1974[source insuffisante]
« Du haut de la résidence présidentielle, assis sur l’une des terrasses principales qui offrent une vue merveilleuse sur le fleuve Congo, je me suis senti profondément touché par un spectacle pourtant régulier et monotone propre à l’Afrique noire, à toute l’Afrique tout simplement. Ce spectacle me bouleverse parce que, en tant que responsable politique et cadre de ce pays, le Congo, je me trouve directement concerné par ce que j’observe. Je ne suis pas dans l’arrière-pays, je me trouve à Brazzaville, capitale de la république populaire du Congo. Je suis dans une ville des plus agitées de l’Afrique, une ville où très tôt, dès 1963, les masses populaires ont osé braver les canons de l’impérialisme pour décider elles-mêmes de leur propre histoire, l’histoire de leur pays. Je suis à Brazzaville où, depuis bientôt huit ans, le socialisme scientifique n’est plus un vain mot, une doctrine inconnue de notre peuple, et mieux de notre jeunesse intellectuelle dynamique et révolutionnaire. Mais ce spectacle me hante tellement aujourd’hui que je suis obligé de commencer d’écrire précocement l’expérience de notre Révolution, ce qu’a été notre Révolution, et ce que pourra et doit être notre Révolution. En face de moi, pendant que j’écris, il y a des femmes, des femmes paysannes qui sont là, depuis des heures, au bord du fleuve Congo, coupe-coupe et houe à la main, fatiguées mais laborieuses. Des femmes qui travaillent pour se nourrir, pour s’habiller, pour vivre, pour faire l’histoire du Congo, l’histoire d’une étape de notre Révolution, l’histoire d’une Afrique exploitée. Elles sont là dès les premières heures de la journée, avec tous leurs enfants et même leurs tout petits enfants. Elles transforment la nature, elles créent, elles travaillent pour la production. Il y a aussi quelques hommes affairés pour la même besogne et tous ici, dans notre capitale, font bien partie de la paysannerie pauvre qui est la couche la plus importante de notre société. Je me suis rendu compte qu’il y a une grande différence entre ce que je veux et ce que j’obtiens, entre ce que je dis et ce qui se fait réellement ou concrètement. Je me suis rendu compte et je me rends de plus en plus compte qu’il risque d’exister un vide entre les directives et l’exécution, entre la théorie et la pratique » Marien Ngouabi, Samedi 19 juin 1971 (16h16)[source insuffisante]

## Sources
- T. Obenga, Vie de Marien Ngouabi, Présence Africaine, 1977.
- Encyclopédie Universalis, édition de 1977. Notice biographique.
- J-P Thystère-Tchicaya, Itinéraire d'un africain vers la démocratie, Édition du Tricorne, 1992
- R. Bazanguissa-Ganga, Les voies du politique au Congo, Karthala, 1997
- D Sassou N'Guesso, Le Manguier, le Fleuve et la Souris, JC Lattès, 1997.
- J-M Nkouka-Menga, Chronique politique congolaise, L'Harmattan, 1997.
- Ph. Moukoko, Dictionnaire général du Congo-Brazzaville, L'Harmattan, 1999.
- A-R Massema, Crimes de sang et pouvoir au Congo-Brazzaville, L'Harmattan, 2005.
- P Eboundit, Le M22, une expérience du Congo. Devoir de mémoire. Entretiens, CCINIA, 2009.

## Dans la littérature
- Alain Mabanckou, Les cigognes sont immortelles, Seuil, 2018.